# Ramon Pintó
|  | Per a altres significats, vegeu «Ramon Pintó i Lliràs». |

Ramon Pintó (Reus, 1769 - segle XIX) va ser un comerciant i polític català, alcalde de Reus el 1791 i 1792.
Es coneixen pocs fets de la seva vida. Es dedicava al comerç de l'aiguardent i estava vinculat amb algunes de les famílies més conegudes de la ciutat. Amb 29 anys va ser nomenat alcalde. Uns mesos abans del seu nomenament va demanar a l'alcalde anterior, Joan Perramon, que l'ajudés a buscar noms per als càrrecs municipals que havia de nomenar quan fos el nou president de la corporació. Va explicar que el governador de Tarragona li havia anunciat el seu nomenament, i al parlar amb diferents persones per oferir-les-hi alguns càrrecs, aquestes s'hi havien negat, sembla que per la mala situació econòmica de les finances municipals.
Ramon Pintó va haver de resoldre, a l'inici del seu mandat, la ubicació de dos esquadrons de cavalleria del Regiment de Calatrava que van ser destinats a Reus, quan el Quarter de cavalleria de la ciutat ja estava al complet. A més va haver de subministrar "las subsistencias" tant per als soldats com per als cavalls, a part d'unes reparacions a l'edifici del Quarter.
A l'octubre de 1791, Reus va haver d'acollir a una gran quantitat d'exiliats francesos, principalment eclesiàstics i membres de la petita noblesa que fugien de les accions de la Revolució Francesa. Segons Andreu de Bofarull la ciutat els va acollir "com si fossin fills seus", i se'ls va donar allotjament i protecció.
Durant el seu mandat es van prendre també algunes mesures sanitàries, com ara la de tancar (encara que de forma provisional, perquè la clausura definitiva no va ser fins al 1802), el cementiri que estava situat al Fossar Vell, al costat de l'església de sant Pere al centre de la població. Es va utilitzar l'espai d'enterrament que hi havia davant de l'Ermita del Roser, a la sortida de la vila pel camí que anava a Montblanc, on s'hi enterraven les víctimes de les epidèmies.
Seguint amb les preocupacions per la salut, Ramon Pintó, el 1792, va prendre una iniciativa interessant quan va adreçar una sol·licitud al Comte d'Aranda per a establir a l'Hospital de Reus, tal com havien fet "alguns hospitals estrangers", segons Bofarull, un equip de monges paüles de la congregació de les Filles de la Caritat, per a atendre els malalts i indigents de la vila i per fer-se càrrec d'una escola de nenes. Aranda va contestar al mes d'octubre concedint el que es demanava. Les monges van arribar el mes de desembre procedents dels hospitals de París. Els reusencs van veure amb molt bons ulls aquella decisió donada la mala situació econòmica de l'hospital que venia d'anys enrere. Algunes persones, com ara la vídua de Francesc Sullivan que havia estat alcalde de Reus, van donar algunes rendes i terres per al manteniment de les monges.